# David (1979)
David ist ein deutscher Spielfilm von Peter Lilienthal aus dem Jahr 1979. Der Film entstand nach dem authentischen Bericht, der 1967 erstmals unter dem Namen Den Netzen entronnen erschien und in den Folgejahren mit dem Titel David – Aufzeichnungen eines Überlebenden veröffentlicht wurde. Sein Autor Ezra Ben Gershôm (1922–2006) publizierte das Buch unter dem Pseudonym Joel König.

## Handlung
Der Film spielt im niederschlesischen Liegnitz während des Dritten Reichs. Rabbi Singer feiert mit seiner Familie das jüdische Purimfest. Vor dem Haus der Singers skandieren Jungen der Hitlerjugend antisemitische Parolen. Die Familie ist beunruhigt und fühlt sich nicht mehr sicher in Deutschland. Der Rabbi ist jedoch der Meinung, dass man vor dem Pöbel nicht fortläuft und dass Deutschland sich nicht mit diesem Pöbel gemein mache. Die Situation verschärft sich jedoch. Ein paar Jahre später wird David Singer die Schule verboten. Seine Mutter schickt ihn zu seinem Bruder Leo Singer nach Berlin. In Berlin arbeitet David in einer Werkstatt und repariert Nähmaschinen.
Nach den Pogromen in der Nacht vom 9. auf den 10. November 1938 wird Davids Vater Rabbi Singer verhaftet. Mutter Singer holt den Sohn zurück nach Liegnitz. Als Rabbi Singer aus der Haft entlassen wird, versucht er wieder Zuversicht auf seine Familie auszustrahlen. Doch Mutter Singer hat nun nur noch ein Ziel: Deutschland so schnell wie möglich zu verlassen. David fängt nun in einem landwirtschaftlichen Betrieb an zu arbeiten, in der Hoffnung mit einer landwirtschaftlichen Ausbildung schneller im Exil Fuß fassen zu können.
Die Hoffnung auf Ausreise wird jedoch durch einen Deportationsbefehl zerstört. David entgeht der Haft jedoch und taucht mit seiner Schwester in Berlin unter. Vater und Mutter werden deportiert. David und Toni finden Zuflucht bei einem nicht-jüdischen Schuster. Der Betreiber einer Munitionsfabrik, bei dem David eine Gelegenheitsarbeit finden konnte, deklariert sich als Gegner der Nazis, als er merkt, dass David Jude ist. Getarnt mit falschen Papieren, die ihn als "Wilhelm Schneider" ausweisen, wird David von dem Unternehmer vermeintlich "zur Abwicklung kriegswichtiger Angelegenheiten" nach Wien geschickt. Seine Schwester bleibt in Berlin. Bei der Verabschiedung übergibt sie ihm Schuhe mit neuer Besohlung, die der Schuster eigens für Davids Reise angefertigt hatte.

## Kritiken
„Der über den Einzelfall hinausweisende Film, der statt nach Schuldproblemen letztlich mehr nach Vorbedingungen politischer Verantwortung fragt, beeindruckt durch echtes Gefühl und behutsame Gestaltung.“

## Auszeichnungen
Der Film wurde auf der Berlinale 1979 mit dem Goldenen Bären ausgezeichnet. Valter Taub erhielt für seine Darstellung des Rabbi Singer 1979 den Deutschen Filmpreis. Der Film wurde außerdem mit dem Deutschen Filmpreis in silber ausgezeichnet.